# Тюринзька кров'яна ковбаса
Тюринзька кров'яна ковбаса (нім. Thüringer Rotwurst — «тюринзька червона ковбаса») — варіант вареної та кров'яної ковбаси. Складається з: свинини (свиняча лопатка, свиняча щока, свиняча шкірка, кров і печінка). Типовими спеціями є нітритна сіль, чорний перець, майоран, духмяний перець, гвоздика та цибуля.
Під час приготування м'ясо лопатки та щоки в'ялять близько 12 годин і попередньо варять у воді. Потім його нарізають кубиками приблизно 1 см. Сиру свинячу печінку подрібнюють разом з цибулею. Для виробництва м'ясні кубики коротко прогрівають і приправляють. Потім по черзі повільно додається печінкова маса, нарізана шкірка і, нарешті, кров. Все це заповнюється в оболонки (свинячі ковбаски) діаметром від 60 до 65 мм. Нарешті, ковбаси варять близько 2 годин. Для французької червоної ковбаси замість свинячої щоки використовується тільки свиняча лопатка, а суміш наповнює оболонки діаметром понад 65 мм. Для домашньої м'ясної кров'яної ковбаси також не використовується щока, але вона наповнюється в оболонки діаметром від 60 до 65 мм.
Згідно з Регламентом Ради ЄС № 510/2006 про захист географічних зазначень і найменувань походження сільськогосподарської продукції та харчових продуктів, найменування Тюринзька кров'яна ковбаса була захищена як географічне зазначення походження (gg А.). Регламент по-різному описує характеристики ковбаси. Ковбаса може бути в виді кілець або ж може пропонуватися як консервація в банці чи іншій тарі. Регламент також описує ковбасу:
- «Завдяки своїм чудовим смаковим якостям, тюринзька червона ковбаса користується широкою популярністю і любов'ю. Її ще називають „королевою кров'яних ковбас“».
- «Репутація тюринзької червоної ковбаси ґрунтується на мистецтві та досвіді тюринзьких м'ясників, а також на рецептах, що передаються з покоління в покоління».